# Суб'єкт політики
Суб'єкти політики (англ. Subjects of the policy, з лат. «суб'єктус» лежить внизу, що знаходиться в основі) — діючі у сфері політики і влади особи, соціальні групи, організації, рухи, інститути. У число суб'єктів входять громадяни, соціальні верстви, нації, народності, суспільно-політичні організації (у тому числі, опозиційні партії, рухи), держави, народ, суспільство в цілому. Будучи суб'єктами політики в одній з політичних систем вони виступають і як об'єкти політики по відношенню до інших політичних систем. Склад суб'єктів політики, форми, методи і засоби з взаємодії, цілі, завдання визначаються специфікою політики, а також економічними, соціальними, духовно-ідеологічними умовами. Між суб'єктами політики існує динамічна система відносин взаємодії, підпорядкування і супідрядності, залежності, відносної автономності, а часом і протистояння, конфронтації.